# PCBD1
PCBD1 (англ. Pterin-4 alpha-carbinolamine dehydratase 1) – білок, який кодується однойменним геном, розташованим у людей на короткому плечі 10-ї хромосоми. Довжина поліпептидного ланцюга білка становить 104 амінокислот, а молекулярна маса — 12 000.
| 10         |  | 20         |  | 30         |  | 40         |  | 50         |
| ---------- |  | ---------- |  | ---------- |  | ---------- |  | ---------- |
| MAGKAHRLSA |  | EERDQLLPNL |  | RAVGWNELEG |  | RDAIFKQFHF |  | KDFNRAFGFM |
| TRVALQAEKL |  | DHHPEWFNVY |  | NKVHITLSTH |  | ECAGLSERDI |  | NLASFIEQVA |
| VSMT       |  |            |  |            |  |            |  |            |

A: Аланін

C: Цистеїн

D: Аспарагінова кислота

E: Глутамінова кислота

F: Фенілаланін

G: Гліцин

H: Гістидин

I: Ізолейцин

K: Лізин

L: Лейцин

M: Метіонін

N: Аспарагін

P: Пролін

Q: Глутамін

R: Аргінін

S: Серин

T: Треонін

V: Валін

W: Триптофан

Кодований геном білок за функціями належить до ліаз, активаторів. 
Задіяний у таких біологічних процесах, як транскрипція, регуляція транскрипції, ацетилювання. 
Локалізований у цитоплазмі, ядрі.